# Joseph Conrad
Joseph Conrad, egentligen Teodor Józef Konrad Korzeniowski, född 3 december 1857 i Berditjev, Guvernementet Kiev, Kejsardömet Ryssland (i nuvarande Ukraina), död 3 augusti 1924 i Bishopsbourne, Kent, var en polsk-brittisk sjöman och författare. Upplevelserna till sjöss ligger till grund för de flesta av Conrads verk.

## Biografi
Conrad tillhörde en polsk adelsfamilj, som nästan utsläcktes under upproret 1863 mot Ryssland. Föräldrarna deporterades till Vologda. Den unge Joseph uppfostrades av en farbror från det att han var 11 år. Han gick till sjöss vid 17 års ålder och seglade först på franska och sedan på brittiska fartyg. 1886 blev han brittisk medborgare. Som brittisk sjöman, slutligen med sjökaptens grad, seglade han under 16 år i de flesta farvatten. 
År 1894 tvingades han lämna sjölivet då han drabbades av en elakartad sjukdom. Conrad slog sig ner i Kent och inledde en författarkarriär. Han valde från början att skriva på engelska, egentligen hans tredje språk. I mars 1896 gifte sig Conrad med Jessie George. De fick två söner, John och Borys.

## Kongo ochMörkrets hjärta
Omkring 1890 var Conrad under sex månader kapten på en ångbåt på Kongofloden. Kongostaten var vid denna tid den belgiske kungen Leopold II privata egendom. Kungens rovdrift på naturtillgångarna, främst naturgummi och elfenben, bedrevs med yttersta grymhet och brutalitet mot den infödda befolkningen. Det har beräknats att uppemot 10 miljoner människor dödades eller gick under genom åren av förtrycket.
De otaliga våldsdåden förskräckte Conrad och hans uppfattning om den mänskliga naturen fick sig en knäck han aldrig skulle hämta sig från. Några år efter vistelsen i området skrev han romanen Mörkrets hjärta (1902), vilket är hans mest kända verk. Det är också en av de mest lästa och oftast återutgivna kortromaner som skrivits.
På grund av sina erfarenheter blev Conrad en av dem som kämpade för (och så småningom lyckades) få Kongo ur Leopolds grepp. Han var även bekant till den irländske diplomaten Roger Casement, vilken arbetade som brittisk konsul i Kongo och var en av de drivande i den världsomfattande kampanjen mot folkmorden. 
Joseph Conrad var trots sin klart negativa ton mot kolonialismen i Mörkrets hjärta inte antiimperialist. Polacken Conrad såg sitt adoptivland Storbritannien som en moralens och civilisationens väktare på jorden och skulle aldrig opponera sig mot det Brittiska imperiet.

## Lord Jim
Romanen Lord Jim publicerades ursprungligen som en följetong i Blackwood's Magazine 1899–1900 och gavs ut som bok 1900. Den handlar om en ung brittisk sjöman som begår en handling som bryter mot hans ansvar och heder som sjöman. Han rör sig sedan mellan olika hamnar och handelsstationer utefter Asiens kuster i flykt från igenkänning och konfrontation med det han själv ser som oförlåtligt. Bokens berättare är den något äldre sjömannen Marlow, som återkommer i flera av Conrads böcker.
Lord Jim finns på flera listor över världens bästa böcker.

## Svensk samlingsvolym
- Karain och andra berättelser (översättning av Vera och Stig Dahlstedt, Forum, 1954) [översättning av fyra noveller: "The mirror of the sea", "Tales of unrest", "'Twixt land and sea", "Within the tides")